# Synelasma stellio
Synelasma stellio är en skalbaggsart som beskrevs av Francis Polkinghorne Pascoe 1865. Synelasma stellio ingår i släktet Synelasma och familjen långhorningar. Inga underarter finns listade i Catalogue of Life.